# 二川バスストップ
二川バスストップ（ふたかわバスストップ）は、岡山県真庭市種1843-15の米子自動車道上にあるバス停。

## 歴史
- 1992年12月18日 落合JCT - 江府IC間の開通に伴い供用開始。
- 2005年2月1日 唯一停車していた中鉄バスの新大阪 - 蒜山高原線（1往復）が廃止。これにより、高速バスが1本も停車しなくなり、休止となった。
- 2016年7月15日 この日より、日本交通 (大阪府)・日本交通 (鳥取県)の山陰特急バス（大阪（なんば） - 米子線）のうち2往復が当バス停に停車し、11年ぶりに供用再開[1][2]。

## 施設
隣接する地蔵公園に駐車場5台と公衆トイレ（男女別）あり。

### 上り線
- バス停留所（待合室付き）

### 下り線
- バス停留所（待合室付き）

## 停車する路線
| のりば | 愛称         | 会社名                               | 行先                                        | 備考             |
| ------ | ------------ | ------------------------------------ | ------------------------------------------- | ---------------- |
| 上り線 | 山陰特急バス | 日本交通 (鳥取県)・日本交通 (大阪府) | 大阪（大阪国際空港・なんば (OCAT)・弁天町） | 一部の便のみ停車 |
| 下り線 | 降車専用     | 降車専用                             | 降車専用                                    | 降車専用         |

## バス停へのアクセス
いずれも2016年7月15日より運行開始。
- 真庭市コミュニティバス（アストピア蒜山（蒜山なごみの温泉 津黒高原荘）に運行委託） 31系統（蒜山（二川BS）ルート：予約制） ・ 32系統（湯原（二川BS）ルート：予約制）湯原・蒜山（二川BS）バス停（地蔵公園横）[3]
  - 津黒高原荘・蒜山高原 - 湯原・蒜山（二川BS）
  - 津黒高原荘・湯原温泉 - 湯原・蒜山（二川BS）

## 周辺
- ふたかわ工芸館
- 地蔵公園
- 真庭市立二川小学校
- 二川郵便局

## 隣
E73 米子自動車道
(2) 湯原IC/BS - 二川BS - 蒜山高原SA - (3) 蒜山IC - (4) 江府IC/BS